# Dasysyrphus
Dasysyrphus is een vliegengeslacht uit de familie van de zweefvliegen (Syrphidae).

## Soorten
- D. albostriatus

Bretel-wimperzweefvlieg (Fallen, 1817)
- D. amalopis (Osten Sacken, 1875)
- D. corsicanus (Becker, 1921)
- D. creper (Snow, 1895)
- D. eggeri (Schiner, 1862)
- D. friuliensis

Kommawimperzweefvlieg (van der Goot, 1960)
- D. hilaris

Geelsnoet-wimperzweefvlieg (Zetterstedt, 1843)
- D. lenensis

Lena's wimperzweefvlieg Bagatshanova, 1980
- D. limatus (Hine, 1922)
- D. lotus (Williston, 1887)
- D. nigricornis (Verrall, 1873)
- D. pauxillus

Donkere wimperzweefvlieg (Williston, 1887)
- D. pinastri

Zwartsprietwimperzweefvlieg (De Geer, 1776)
- D. postclaviger (Stys & Moucha, 1962)
- D. tricinctus

Geelbandwimperzweefvlieg (Fallen, 1817)
- D. venustus

Gewone wimperzweefvlieg (Meigen, 1822)